# Olivier Panis
Olivier Jean Denis Marie Panis (Oullins, 2 settembre 1966) è un ex pilota automobilistico francese. Proprietario e fondatore (insieme a Fabien Barthez) del team automobilistico Panis Racing.
Dopo una lunga gavetta nelle formule minori, tra cui annovera pure la vittoria del campionato di Formula 3000 del 1993, Panis è riuscito a debuttare in Formula 1 nel 1994. Nella massima categoria automobilistica ha ottenuto una sola vittoria, al Gran Premio di Monaco 1996, e un ottavo posto in classifica piloti come miglior risultato. 
Ritiratosi dalla Formula 1 nel 2006 (gli ultimi due anni li aveva passati da tester alla Toyota), è poi passato a correre nella Le Mans Series e nel Trofeo Andros.

## Carriera

### Formule minori
Panis cominciò a correre con i kart nel 1981, a quindici anni. Passò alle competizioni in monoposto nel 1988, debuttando nel campionato francese di Formula Renault, che vinse poi alla sua seconda partecipazione. Nel 1990 si iscrisse al campionato di F3 francese, dove rimase anche nella stagione successiva; chiuse i due campionati rispettivamente al quarto ed al secondo posto. Nel 1992 si trasferì in Formula 3000, ottenendo però scarsi risultati a causa della mancanza di competitività della vettura a lui affidata; passato al team DAMS per la stagione successiva, Panis vinse il campionato, battendo di un punto il rivale Pedro Lamy.

### Formula 1

#### 1994-1996: Ligier
1994
La vittoria del campionato internazionale di F3000 permise a Panis di debuttare in Formula 1, al volante della Ligier. Il glorioso team francese, proveniente da un buon 1993 dopo diverse annate prive di risultati, attraversava però un momento piuttosto turbolento: il proprietario, l'imprenditore Cyril de Rouvre, era stato arrestato negli ultimi mesi del '93 e la scuderia fu acquistata da Flavio Briatore, fondamentalmente con l'intento di "girare" la fornitura di motori Renault alla Benetton; il controllo del team passò successivamente allo scozzese Tom Walkinshaw, già collaboratore di Briatore alla Benetton. La vettura, aggiornamento di quella che aveva corso l'anno precedente, non era molto competitiva, nonostante il motore Renault; Panis, pur non conquistando punti, sorprese per la sua costanza, arrivando sempre al traguardo nelle prime sei gare della stagione. Dopo un ritiro nel Gran Premio di casa, nel Gran Premio di Germania colse il primo podio della sua carriera, concludendo la gara al secondo posto, davanti al più esperto compagno di squadra Éric Bernard. Il pilota francese andò a punti anche in altre due occasioni, chiudendo il campionato con nove punti e l'undicesima posizione in classifica; quello nel Gran Premio di casa rimase il suo unico ritiro della stagione.
1995

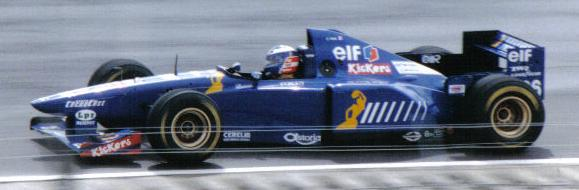
Panis impegnato con la sua Ligier al Gran Premio di Gran Bretagna 1995.

Panis fu quindi confermato dalla Ligier, che, come previsto, nel 1995 passò ai motori Mugen-Honda, cedendo i Renault alla Benetton. La stagione fu però più positiva della precedente in termini di risultati, anche perché la nuova vettura era praticamente una copia della Benetton B195; il francese conquistò i primi punti della stagione con un sesto posto nel Gran Premio di Spagna, ottenendo poi due quarti posti in Canada e Gran Bretagna, quest'ultimo conquistato nonostante uno stop&go per partenza anticipata, un altro sesto posto in Ungheria ed un quinto posto in Giappone. Il francese chiuse la stagione in bellezza, con un secondo posto nella gara di chiusura in Australia, nonostante negli ultimi giri la sua vettura avesse evidenti problemi al motore. Sebbene avesse ottenuto risultati globalmente positivi, la situazione di Panis all'interno del team non fu facilissima in quella stagione, sia per le migliori prestazioni del compagno di squadra Brundle in qualifica, sia per la sua pressoché nulla conoscenza dell'inglese.
1996
Panis fu comunque confermato alla Ligier anche per il 1996, anche se Walkinshaw dichiarò, alla presentazione del team prima dell'inizio del campionato, che avrebbe preferito scegliere altri piloti rispetto al francese e che la sua conferma era dovuta solo ai suoi sponsor (Gauloises ed ELF). Le prospettive per la stagione non erano brillanti, nonostante l'essere affiancato al pilota pagante Diniz rendesse Panis indiscussa prima guida; la nuova JS43 era infatti poco più di un aggiornamento della vettura dell'anno precedente, e la situazione finanziaria ed amministrativa del team rimaneva incerta, tanto più che Walkinshaw rivendette in pratica la scuderia a Briatore. Il francese conquistò il primo punto della stagione già al secondo appuntamento stagionale in Brasile dove giunse sesto, ma nelle successive tre gare non fece segnare risultati degni di nota. Nel rocambolesco Gran Premio di Monaco, però, ottenne quella che sarebbe rimasta la sua unica vittoria in carriera, in una gara segnata dalla pioggia e da un numero incredibile di ritiri, tanto che al traguardo giunsero solo quattro piloti. La sua vittoria non fu però solo questione di fortuna, perché il francese si era dimostrato molto veloce per tutta la gara ed era stato autore di un bel sorpasso ai danni di Irvine; questo inaspettato, quanto meritato, primo posto riportò Panis all'attenzione del paddock. Il resto della stagione trascorse tuttavia senza ulteriori exploit, anche a causa dello scarso lavoro di sviluppo effettuato sulla vettura; il francese colse solo un quinto posto nel Gran Premio d'Ungheria, chiudendo la stagione con tredici punti e il nono posto in classifica.

#### 1997-1999: Prost
1997

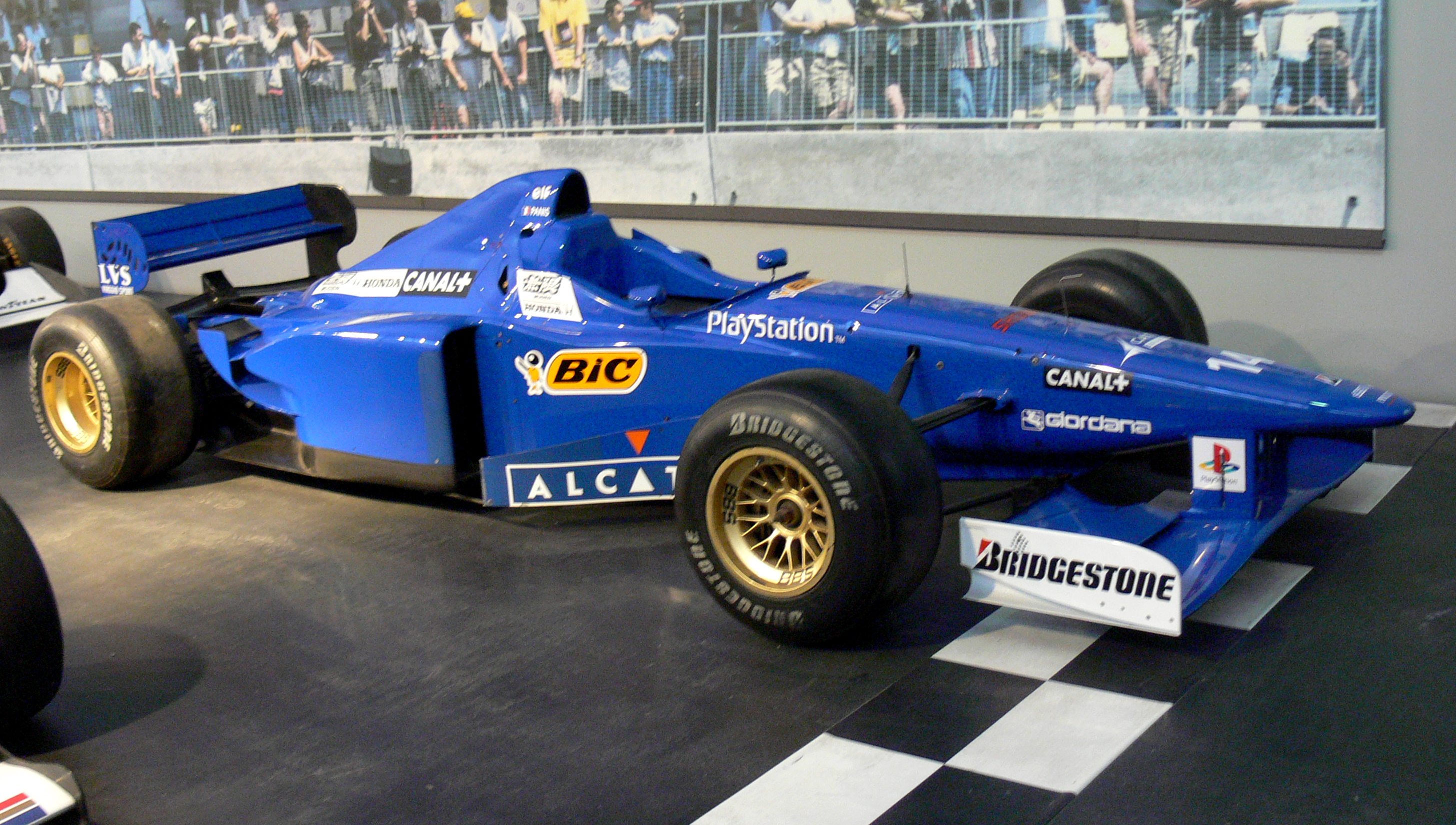
La Prost JS45 che guidò Panis nel 1997.

Panis fu confermato anche per il 1997, ma prima che la stagione iniziasse, Briatore cedette il team al quattro volte campione del mondo Alain Prost, che lo ribattezzò in Prost Grand Prix. Il compagno di squadra del francese era il debuttante Nakano; la nuova Prost JS45, motorizzata ancora una volta Mugen-Honda ed equipaggiata con gomme Bridgestone, si rivelò piuttosto competitiva, soprattutto grazie agli pneumatici giapponesi, spesso più efficaci delle Goodyear montati dai top team. Fin dai test invernali il pilota francese si rivelò molto soddisfatto della vettura e aprì la stagione con un quinto posto nel Gran Premio d'Australia; conquistò poi il terzo gradino del podio nella seconda gara, in Brasile. In Argentina, sfruttando l'efficacia dei propri pneumatici, Panis si qualificò terzo (sua migliore prestazione in carriera) e in gara fu in grado di lottare per la prima posizione con il futuro campione del mondo Villeneuve, dovendosi però ritirare dopo diciotto giri per un problema tecnico. Anche a Imola Panis si qualificò in seconda fila, stavolta in quarta posizione, ma un problema ad un ammortizzatore lo fece scivolare indietro in classifica. A Monaco concluse in quarta posizione, mentre nella gara successiva, in Spagna, giunse secondo alle spalle di Villeneuve, dopo essere partito dalla dodicesima posizione sulla griglia di partenza. A questo punto della stagione occupava il terzo posto nella classifica piloti, dietro a Villeneuve e Schumacher; tuttavia nella gara successiva, in Canada, la stagione di Panis fu gravemente compromessa da un grave incidente. Il pilota francese era stato protagonista di una gara piuttosto movimentata, a causa di un incidente al primo giro; dopo una discreta rimonta era risalito fino a metà classifica quando, nel corso del 52º passaggio, sulla sua Prost si ruppe una sospensione, forse a causa di un contatto con un muretto avvenuto pochi giri prima. La vettura del francese sbatté violentemente contro le protezioni a bordo pista, infilandosi poi sotto le barriere di gomme; Panis riportò la frattura di entrambe le gambe, dovendo rimanere lontano dalle corse per diversi mesi. Il pilota transalpino fu sostituito dal giovane Trulli per sette gare; dopo aver disputato alcuni test, tornò a correre per la Prost nel Gran Premio del Lussemburgo, a tre gare dal termine del campionato, conquistando immediatamente un sesto posto. Tuttavia la Prost aveva perso parte della competitività di inizio stagione e negli ultimi due Gran Premi Panis non ottenne altri risultati utili, chiudendo la stagione con sedici punti ed il nono posto in campionato.
1998

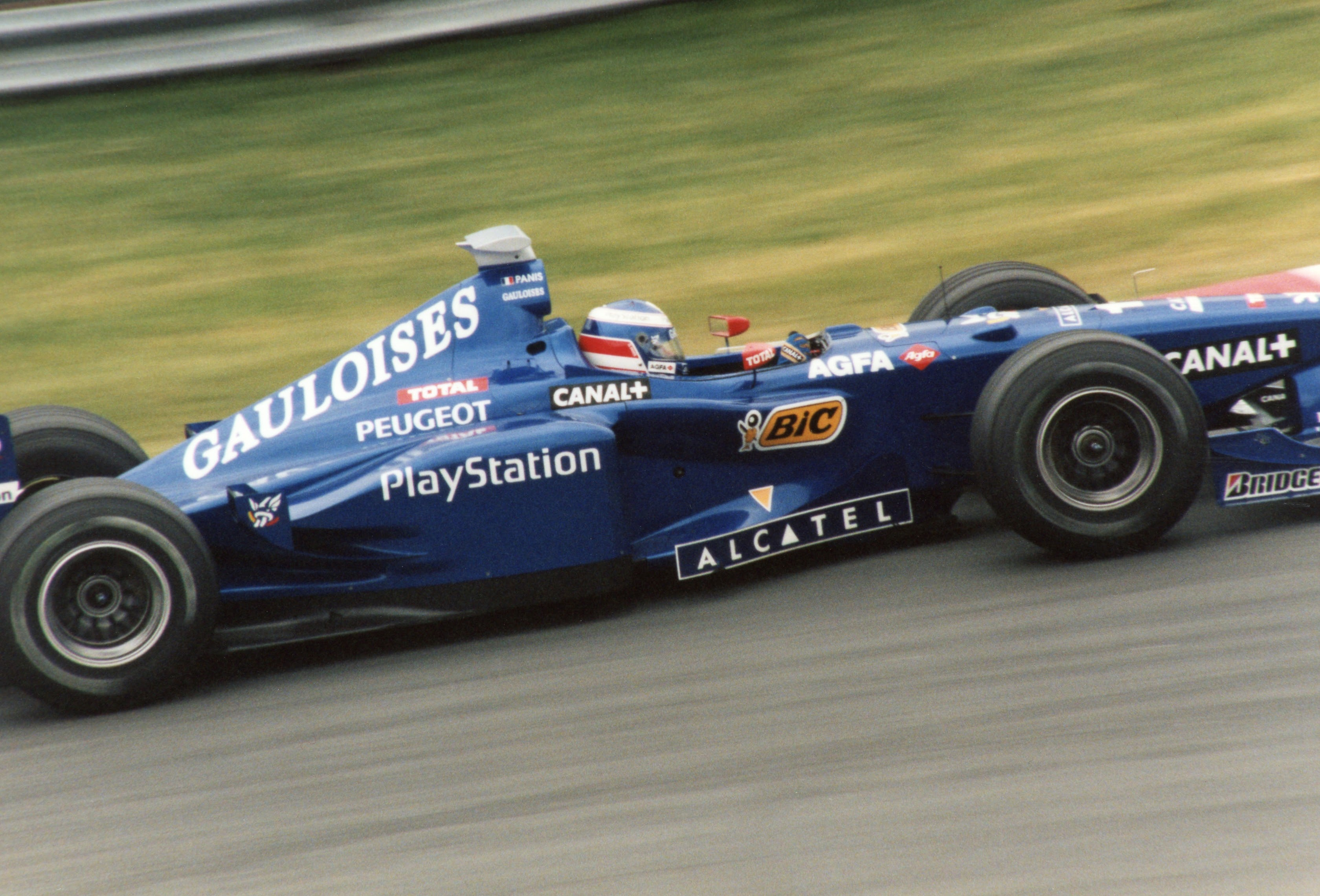
Panis al Gran Premio del Canada 1998

Per il 1998 Prost apportò diversi cambiamenti all'interno del proprio team: firmò un accordo con la Peugeot per la fornitura dei motori, assumendo poi il giovane Trulli al posto di Nakano. Tuttavia la nuova AP01 si rivelò una monoposto estremamente problematica, con problemi di affidabilità soprattutto al cambio. Panis inoltre continuava a risentire dell'incidente dell'anno prima che condizionò il suo rendimento per tutto l'anno e, per la prima volta nella sua carriera, chiuse la stagione senza conquistare neanche un punto, venendo inoltre spesso battuto in qualifica dal meno esperto compagno di squadra Trulli, che ottenne l'unico punto della stagione per la squadra nel rocambolesco Gran Premio del Belgio.
1999

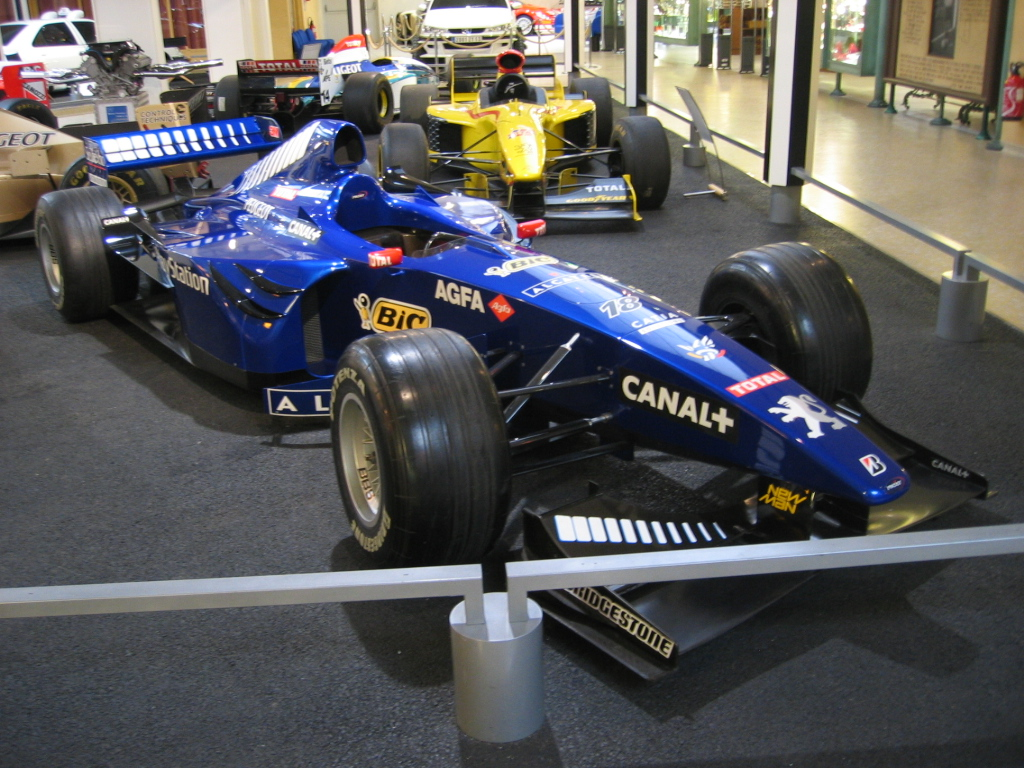
La Prost AP02 di Panis

Nel 1999 la situazione migliorò leggermente sotto il piano tecnico; la nuova Prost AP02, pur non avendo subito particolari sviluppi né prima né durante la stagione, permise ai suoi piloti quantomeno di lottare per le posizioni di centro classifica. Panis conquistò il primo punto della stagione con un sesto posto nel Gran Premio del Brasile, ponendo così fine ad una serie di ben diciannove gare senza risultati; si mise poi in luce nel Gran Premio di Francia, quando, grazie alle mutevoli condizioni meteo, riuscì a conquistare il terzo posto in griglia di partenza, eguagliando così il suo miglior risultato di sempre. In gara non fu però in grado di mantenere la posizione, chiudendo all'ottavo posto. Il Gran Premio di Germania fu un'altra gara positiva: oltre a conquistare un altro punto, Panis fece registrare il secondo giro più veloce in gara, battuto solo da Coulthard su McLaren. Infine, nell'ultima gara della stagione, il Gran Premio del Giappone, partì molto bene dalla sesta posizione in griglia, portandosi al terzo posto e tenendo dietro per una quindicina di giri il contendente al titolo Irvine, dovendosi poi ritirare per la rottura dell'alternatore. Nel corso del campionato, però, il pilota francese fu spesso messo in ombra dal più giovane compagno di squadra Trulli, soprattutto in qualifica, e inoltre la sua stagione fu condizionata dalla morte del suo manager e amico Peter Poeliejoe-Vewald, avvenuta nel weekend del Gran Premio di Monaco, in seguito alla quale decise di assumere, come nuovo manager, l'ex-campione Keke Rosberg, che all'epoca già curava la carriera di Mika Häkkinen. A fine anno il pilota non ottenne la riconferma da parte della Prost per la stagione successiva.

#### 2000: Tester in McLaren
Per il 2000 Panis si trovò quindi senza un volante; la Williams gli offrì un posto da titolare al fianco di Ralf Schumacher, ma essendo già previsto l'arrivo nel team inglese del colombiano Montoya per la stagione 2001, il francese rifiutò la proposta, preferendo firmare un contratto come tester e pilota di riserva con la McLaren.

#### 2001-2002: BAR
2001
Nel 2001 Panis fu ingaggiato dalla BAR per correre accanto all'ex campione del mondo Villeneuve. La stagione iniziò positivamente per il francese, che conquistò subito un quarto posto nel Gran Premio inaugurale, in Australia; Panis fu però in seguito penalizzato di venticinque secondi e quindi retrocesso in settima posizione per aver superato Heidfeld con le bandiere gialle. Si rifece nel Gran Premio del Brasile, concluso con un altro quarto posto; il francese avrebbe potuto anche ambire al terzo gradino del podio, non fosse rimasto bloccato dietro al compagno di squadra al secondo rifornimento, perdendo quasi un minuto. Colse poi un altro piazzamento a punti nel Gran Premio d'Austria, dove giunse quinto. In generale, nella prima parte di stagione il pilota francese fu sempre in grado di lottare per un posto in zona punti, non sfigurando nel confronto con il ben più blasonato compagno di squadra; tuttavia, da metà stagione in poi le prestazioni di Panis subirono un lento declino, dovuto anche alla progressiva perdita di competitività della vettura rispetto agli avversari. Il quinto posto conquistato in Austria rimase l'ultimo piazzamento a punti stagionale per il francese, che chiuse il campionato in quattordicesima posizione, con cinque punti.
2002

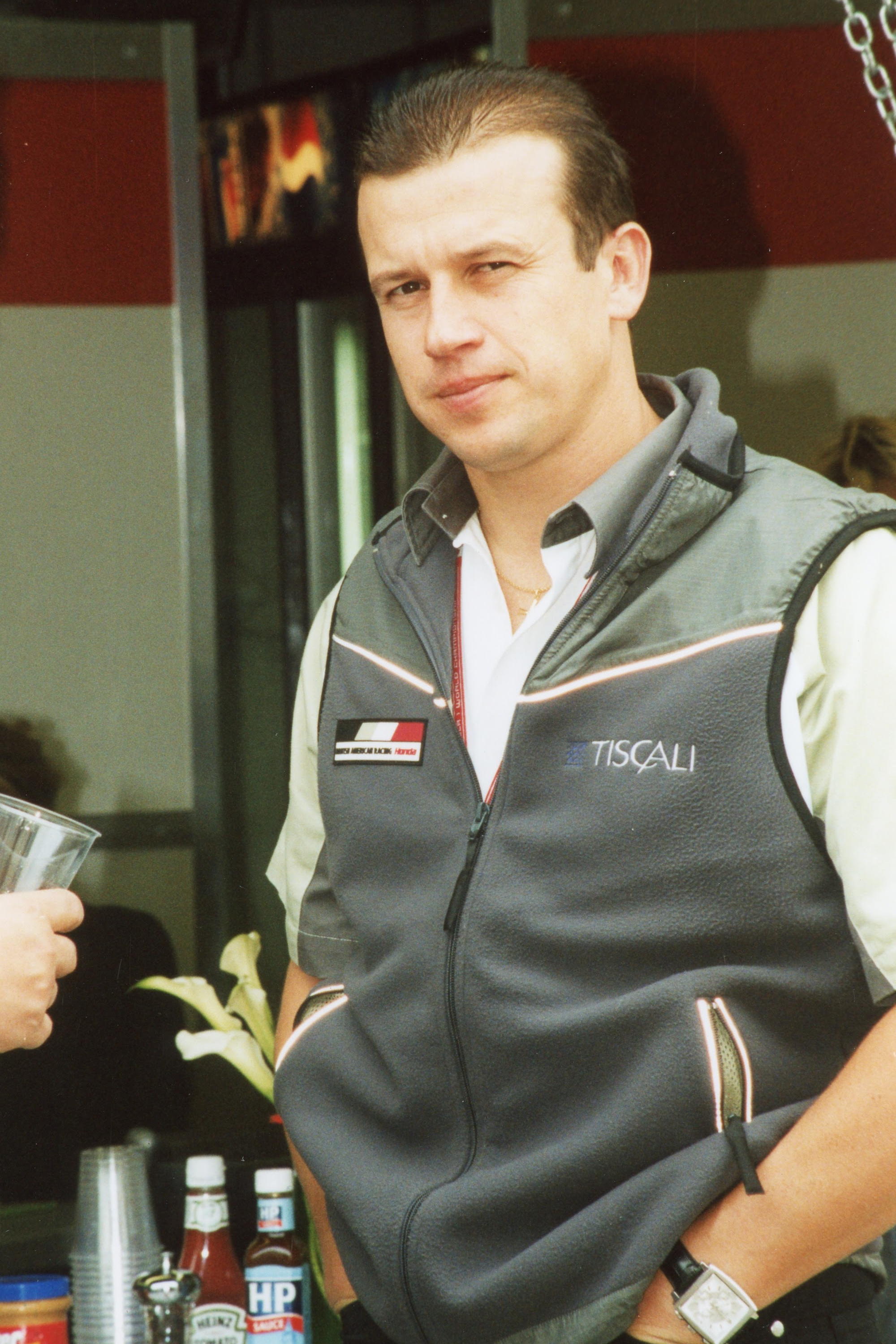
Panis fotografato nel paddock di Indianapolis nel 2002.

Confermato dalla BAR anche per il 2002, Panis iniziò la stagione con una serie di ben sette ritiri consecutivi; la vettura, inaffidabile e poco competitiva, non gli permise di ottenere performance di rilievo fino al Gran Premio di Gran Bretagna quando, sfruttando la superiorità delle gomme Bridgestone rispetto alle rivali Michelin in condizioni di pista bagnata, conquistò i primi punti stagionali, chiudendo al quinto posto alle spalle del compagno di squadra. Nel frattempo, il sicuro arrivo di Button nella scuderia anglo-americana per la stagione 2003 lo mise in pratica fuori dal team, tanto che in qualifica la BAR cominciò a fornirgli motori meno potenti rispetto a quelli di Villeneuve. Il francese firmò quindi un contratto biennale con la Toyota. Panis conquistò l'ultimo punto per la BAR nel Gran Premio d'Italia, dopo una bella rimonta dalla quindicesima posizione in griglia; chiuse il campionato con soli tre punti, confermando però il piazzamento dell'anno precedente.

#### 2003-2006: Toyota e ritiro
2003
Alla Toyota Panis si trovò in una situazione simile a quella dell'anno precedente, con una vettura poco performante ed affidabile, nonostante un budget di circa 350 milioni di euro e le elevate aspettative della scuderia. Sebbene i test invernali evidenziarono tempi lusinghieri, durante l'anno il pilota francese ottenne solo alcuni buoni piazzamenti in griglia, anche grazie a carichi di benzina piuttosto ridotti, ma nei primi sei Gran Premi della stagione arrivò al traguardo solo una volta, ad Imola. Conquistò il primo punto stagionale nel Gran Premio del Canada, dove giunse ottavo, risultato che ripeté in Francia. Nel Gran Premio di Gran Bretagna, poi, i due piloti della Toyota si trovarono brevemente in prima e seconda posizione in seguito all'invasione di pista del sacerdote irlandese Cornelius Horan; il francese scivolò però nelle retrovie, anche a causa di una strategia non ottimale concludendo fuori dalla zona punti. La gara successiva, in Germania, fu la migliore della stagione per il team giapponese; Panis chiuse infatti la gara in quinta posizione davanti al compagno di squadra, conquistando così il miglior risultato di sempre nella breve storia della scuderia. Non riuscì però a marcare altri punti, terminando il campionato in quindicesima posizione, con sei punti.
2004

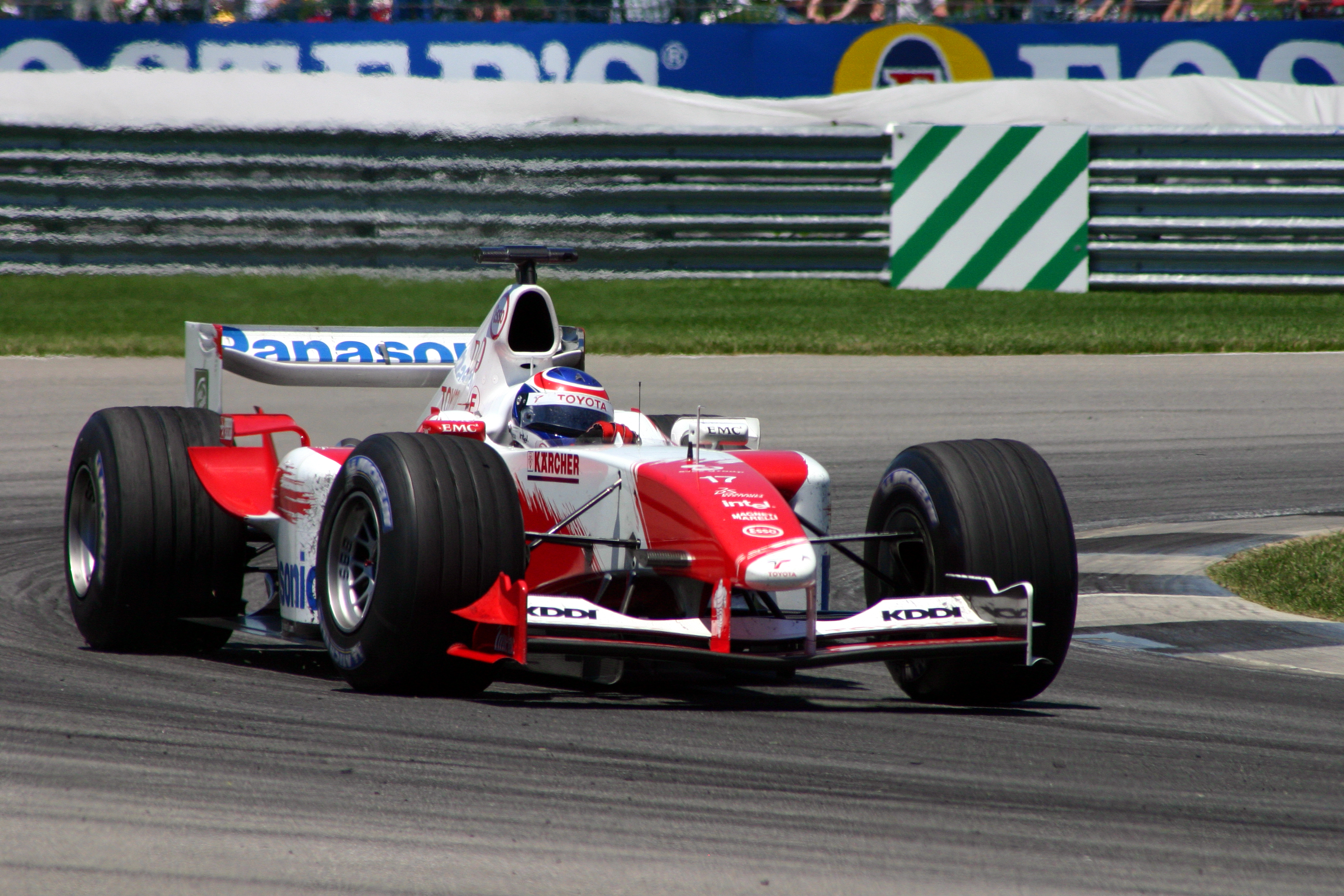
Panis impegnato con la sua Toyota al Gran Premio degli Stati Uniti 2004.

Nel 2004 le cose non migliorarono; la vettura non era competitiva e non permise al francese di lottare per ottenere risultati di rilievo. Panis conquistò il primo punto stagionale nel Gran Premio di Monaco, nonostante fosse stato costretto a partire dalla pit lane per un problema alla frizione; il pilota francese approfittò dei molti ritiri per portare la sua vettura a punti, precedendo sul traguardo solo Zsolt Baumgartner con la Minardi. Nel Gran Premio degli Stati Uniti ottenne invece un quinto posto, dopo essersi qualificato in ottava posizione; anche in questa occasione poté approfittare di un elevato numero di ritiri. Tuttavia, la scarsità di risultati rese difficile la situazione all'interno del team: dopo il Gran Premio di Germania, nel quale era stata introdotta una nuova versione della vettura senza ottenere miglioramenti apprezzabili nelle prestazioni, da Matta fu licenziato insieme ad alcuni manager. Dopo una gara piuttosto anonima in Ungheria, Panis colse quello che sarebbe rimasto il suo ultimo punto in carriera nel Gran Premio del Belgio, chiuso in ottava posizione. Nel frattempo, però, il futuro del pilota francese in Formula 1 divenne piuttosto incerto: già dai primi mesi dell'anno avevano cominciato a circolare voci sull'ingaggio in Toyota di Ralf Schumacher a partire dal 2005, trattativa confermata a luglio; poco dopo il team giapponese si accordò anche con Trulli. Nonostante l'ingaggio dell'italiano non fosse stato ancora ufficializzato, a settembre Panis annunciò il suo ritiro dalla Formula 1, firmando un contratto biennale come tester alla Toyota. Il pilota francese disputò il suo ultimo Gran Premio in Giappone, cedendo poi il volante a Ricardo Zonta per l'ultima gara del calendario in Brasile.
Nel 2005 e nel 2006 Panis fu test driver e terzo pilota per la Toyota. A fine 2006, a quarant'anni, il pilota francese si ritirò definitivamente dalla Formula 1.

## Risultati
| 1994 | Scuderia | Vettura |    |   |    |   |   |    |     |    |   |   |   |    |    |   |    |   |  |  |  | Punti | Pos. |
| ---- | -------- | ------- | -- | - | -- | - | - | -- | --- | -- | - | - | - | -- | -- | - | -- | - |  |  |  | ----- | ---- |
| 1994 | Ligier   | JS39B   | 11 | 9 | 11 | 9 | 7 | 12 | Rit | 12 | 2 | 6 | 7 | 10 | SQ | 9 | 11 | 5 |  |  |  | 9     | 11º  |

| 1995 | Scuderia | Vettura |     |   |   |   |     |   |   |   |     |   |   |     |     |     |   |   |   |  |  | Punti | Pos. |
| ---- | -------- | ------- | --- | - | - | - | --- | - | - | - | --- | - | - | --- | --- | --- | - | - | - |  |  | ----- | ---- |
| 1995 | Ligier   | JS41    | Rit | 7 | 9 | 6 | Rit | 4 | 8 | 4 | Rit | 6 | 9 | Rit | Rit | Rit | 8 | 5 | 2 |  |  | 16    | 8º   |

| 1996 | Scuderia | Vettura |   |   |   |     |     |   |     |     |   |     |   |   |     |     |    |   |  |  |  | Punti | Pos. |
| ---- | -------- | ------- | - | - | - | --- | --- | - | --- | --- | - | --- | - | - | --- | --- | -- | - |  |  |  | ----- | ---- |
| 1996 | Ligier   | JS43    | 7 | 6 | 8 | Rit | Rit | 1 | Rit | Rit | 7 | Rit | 7 | 5 | Rit | Rit | 10 | 7 |  |  |  | 13    | 9º   |

| 1997 | Scuderia | Vettura |   |   |     |   |   |   |    |     |     |     |     |     |     |     |   |     |   |  |  | Punti | Pos. |
| ---- | -------- | ------- | - | - | --- | - | - | - | -- | --- | --- | --- | --- | --- | --- | --- | - | --- | - |  |  | ----- | ---- |
| 1997 | Prost    | JS45    | 5 | 3 | Rit | 8 | 4 | 2 | 11 | Inf | Inf | Inf | Inf | Inf | Inf | Inf | 6 | Rit | 7 |  |  | 16    | 9º   |

| 1998 | Scuderia | Vettura |   |     |    |    |    |     |     |    |     |     |    |    |    |     |    |    |  |  |  | Punti | Pos. |
| ---- | -------- | ------- | - | --- | -- | -- | -- | --- | --- | -- | --- | --- | -- | -- | -- | --- | -- | -- |  |  |  | ----- | ---- |
| 1998 | Prost    | AP01    | 9 | Rit | 15 | 11 | 16 | Rit | Rit | 11 | Rit | Rit | 15 | 12 | NP | Rit | 12 | 11 |  |  |  | 0     | 22º  |

| 1999 | Scuderia | Vettura |     |   |     |     |     |   |   |    |    |   |    |    |    |   |     |     |  |  |  | Punti | Pos. |
| ---- | -------- | ------- | --- | - | --- | --- | --- | - | - | -- | -- | - | -- | -- | -- | - | --- | --- |  |  |  | ----- | ---- |
| 1999 | Prost    | AP02    | Rit | 6 | Rit | Rit | Rit | 9 | 8 | 13 | 10 | 6 | 10 | 13 | 11 | 9 | Rit | Rit |  |  |  | 2     | 15º  |

| 2001 | Scuderia | Vettura |   |     |   |   |   |   |     |     |     |   |     |   |     |    |   |    |    |  |  | Punti | Pos. |
| ---- | -------- | ------- | - | --- | - | - | - | - | --- | --- | --- | - | --- | - | --- | -- | - | -- | -- |  |  | ----- | ---- |
| 2001 | BAR      | 003     | 7 | Rit | 4 | 8 | 7 | 5 | Rit | Rit | Rit | 9 | Rit | 7 | Rit | 11 | 9 | 11 | 13 |  |  | 5     | 14º  |

| 2002 | Scuderia | Vettura |     |     |     |     |     |     |     |   |   |   |     |     |    |    |   |    |     |  |  | Punti | Pos. |
| ---- | -------- | ------- | --- | --- | --- | --- | --- | --- | --- | - | - | - | --- | --- | -- | -- | - | -- | --- |  |  | ----- | ---- |
| 2002 | BAR      | 004     | Rit | Rit | Rit | Rit | Rit | Rit | Rit | 8 | 9 | 5 | Rit | Rit | 12 | 12 | 6 | 12 | Rit |  |  | 3     | 14º  |

| 2003 | Scuderia | Vettura |     |     |     |   |     |     |    |   |     |   |    |   |     |     |     |    |  |  |  | Punti | Pos. |
| ---- | -------- | ------- | --- | --- | --- | - | --- | --- | -- | - | --- | - | -- | - | --- | --- | --- | -- |  |  |  | ----- | ---- |
| 2003 | Toyota   | TF103   | Rit | Rit | Rit | 9 | Rit | Rit | 13 | 8 | Rit | 8 | 11 | 5 | Rit | Rit | Rit | 10 |  |  |  | 6     | 15º  |

| 2004 | Scuderia | Vettura |    |    |   |    |     |   |    |    |   |    |     |    |    |   |     |    |    |  |  | Punti | Pos. |
| ---- | -------- | ------- | -- | -- | - | -- | --- | - | -- | -- | - | -- | --- | -- | -- | - | --- | -- | -- |  |  | ----- | ---- |
| 2004 | Toyota   | TF104   | 13 | 12 | 9 | 11 | Rit | 8 | 11 | SQ | 5 | 15 | Rit | 14 | 11 | 8 | Rit | 14 | 14 |  |  | 6     | 14º  |

| 2005 | Scuderia | Vettura |  |  |  |  |  |  |  |  |  |    |  |  |  |  |  |  |  |  |  | Punti | Pos. |
| ---- | -------- | ------- |  |  |  |  |  |  |  |  |  | -- |  |  |  |  |  |  |  |  |  | ----- | ---- |
| 2005 | Toyota   | TF105   |  |  |  |  |  |  |  |  |  | TP |  |  |  |  |  |  |  |  |  |       |      |

| Legenda | 1º posto     | 2º posto | 3º posto    | A punti         | Senza punti/Non class.  | Grassetto – Pole position Corsivo – Giro più veloce |
| Legenda | Squalificato | Ritirato | Non partito | Non qualificato | Solo prove/Terzo pilota | Grassetto – Pole position Corsivo – Giro più veloce |

## Dopo la Formula 1

### Endurance

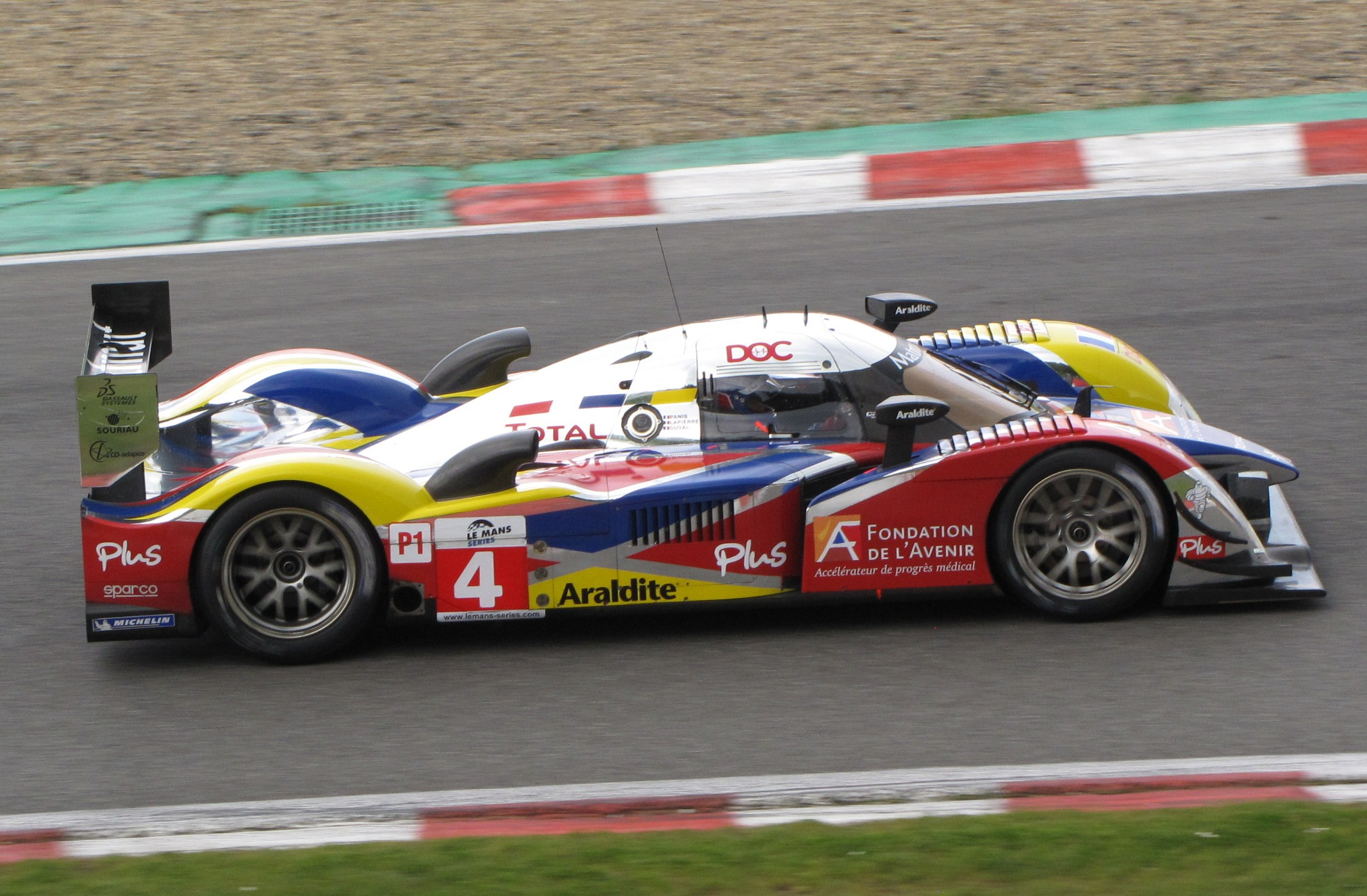
Olivier Panis impegnato nella 1000 km di Spa del 2010.

Dopo una stagione di quasi inattività nel 2007, Panis tornò a correre a tempo pieno nel 2008, partecipando alla Le Mans Series a bordo di una Courage - Judd del team Oreca, nella categoria LMP1; il pilota francese, affiancato da Nicolas Lapierre, partecipò al medesimo campionato anche nel 2009, ottenendo la vittoria nella 1000 km di Silverstone e il 5º posto assoluto alla 24 Ore di Le Mans 2009.
Nel 2010 Panis continuò a competere nella Le Mans Series guidando una Peugeot 908 HDi FAP del team Oreca, vincendo la 1000 km dell'Algarve in equipaggio con Nicolas Lapierre e Stéphane Sarrazin e chiudendo in ottava posizione in classifica generale. Prese parte anche alla 24 Ore di Le Mans in equipaggio con Lapierre e Loïc Duval, ritirandosi in gara per un problema al motore, e partecipò anche a diverse gare del Campionato GT francese, ottenendo un podio.
Nel 2011 Panis vinse la 12 Ore di Sebring in equipaggio con Duval e Lapierre, disputando l'Intercontinental Le Mans Cup con il Team Oreca e il Campionato GT francese. Nella 24 Ore di Le Mans, disputata in equipaggio con Duval e Lapierre su una Peugeot del Team Oreca, Panis conquistò il quinto posto assoluto. Nello stesso anno annunciò la partecipazione al Trofeo Andros, categoria in cui è attivo e dove ha ottenuto diversi successi risultando vincitore di sei gare in due stagioni. Dal 2009 al 2015 prese inoltre parte al campionato francese GT, in cui concluse secondo nel 2012.
Nel 2016, insieme al connazionale Fabien Barthez e in collaborazione con la Tech 1 Racing, fondò una propria squadra corse per partecipare all'European Le Mans Series e alla 24 Ore di Le Mans. Inizialmente chiamato Panis-Barthez Competition, a seguito dell'uscita dell'ex calciatore francese, dal 2020 il team ha assunto la denominazione di Panis Racing.

## Vita privata
Dal gennaio del 1996 Olivier Panis è sposato con Anne, dalla quale ha avuto tre figli: Aurélien, anch'egli dedicatosi alla carriera di pilota, Caroline e Laurent. La famiglia risiede a Grenoble, in Francia. Noto all'interno dell'ambiente della Formula 1 come una persona disponibile e gentile, tra le sue principali passioni vi è la pratica di vari sport, tra cui calcio, ciclismo, sci, tennis ed è appassionato di barche a vela.